# Liste der Kulturdenkmale in Großwelka

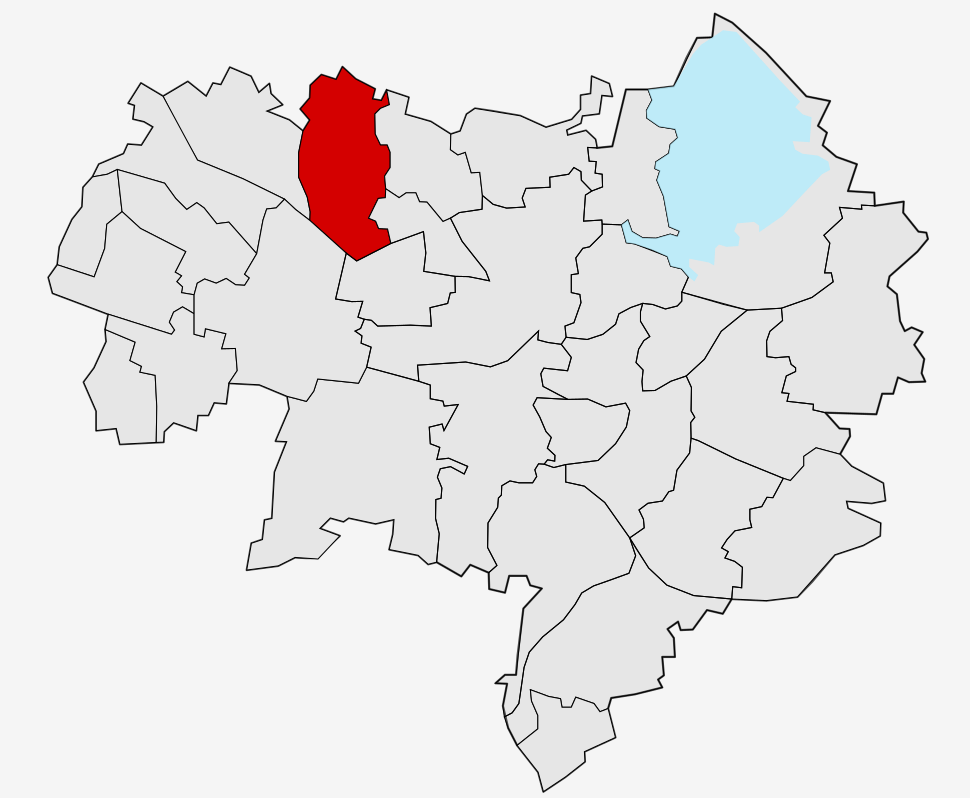
Lage von Großwelka in Bautzen

In der Liste der Kulturdenkmale in Großwelka sind die Kulturdenkmale des Bautzener Stadtteils Großwelka verzeichnet, die bis März 2018 vom Landesamt für Denkmalpflege Sachsen erfasst wurden (ohne archäologische Kulturdenkmale). Die Anmerkungen sind zu beachten.

## Liste der Kulturdenkmale in Großwelka
| Bild                                    | Bezeichnung                                                                                        | Lage                                  | Datierung                 | Beschreibung | ID       |
| --------------------------------------- | -------------------------------------------------------------------------------------------------- | ------------------------------------- | ------------------------- | --- | -------- |
|                                         | Wohnstallhaus (mit Oberlaube) und Scheune eines Zweiseithofes sowie Einfriedung mit Granitpfeilern | Am Anger 22 (Karte)                   | 1. Hälfte 19. Jahrhundert | Wohnstallhaus Obergeschoss Fachwerk verbrettert, Fachwerkscheune, das Ensemble mit erhaltener Struktur verdeutlicht das alte Ortsbild, baugeschichtlich von Bedeutung. Wohnstallhaus Obergeschoss Fachwerk, verbrettert, Oberlaube, Dachüberstand, Fenster im Erdgeschoss des Wohnstallhauses verändert; beide Gebäude mit alter Biberschwanzdeckung. | 09253081 |
| Direkt Bild zu diesem Denkmal hochladen | Wilhelmsquelle: Granitgefasste Quelle, mit vier Granitbänken und Granittisch                       | Am Saurierpark (Karte)                | Bezeichnet mit 1845       | Ortsgeschichtlich von Bedeutung | 09253076 |
| Weitere Bilder                          | Alle Einfriedungsteile (Mauern) des ehemaligen Rittergutes                                         | Großwelkaer Straße (Karte)            | 1. Hälfte 19. Jahrhundert | Ortsbildprägend von Bedeutung. Zu großen Teilen übermannshohe Bruchsteinmauer, ursprünglich Trockenmauer, teilweise saniert. Markiert in ihrer erhaltenen Geschlossenheit den gesamten Komplex des ehemaligen Rittergutes, unverzichtbar für das Ortsbild. Gebäude des ehemaligen Rittergutes bereits im Einzelnen stark verändert, nicht mehr Kulturdenkmale im Sinne § 2 SächsDSchG wegen fehlender Begründbarkeit eines öffentlichen Erhaltungsinteresses, verlorener Authentizität und Originalität (Einvernehmen mit Unterer Denkmalschutzbehörde/Stadtverwaltung Bautzen bei Ortstermin am 10. Dezember 2003). | 09253080 |
| Direkt Bild zu diesem Denkmal hochladen | Seitengebäude mit Oberlaube                                                                        | Großwelkaer Straße 21 (neben) (Karte) | Um 1800                   | Original erhalten, baugeschichtlich von Bedeutung, Obergeschoss Fachwerk, Giebel verbrettert, Dachüberstand | 09253077 |
|                                         | Wohnstallhaus                                                                                      | Großwelkaer Straße 25 (Karte)         | Um 1800                   | Alter Baukörper, im Ortsteil eines der wenigen weitgehend ursprünglich erhaltenen Gebäude mit Holzstruktur, baugeschichtlich von Bedeutung, Obergeschoss Fachwerk, verkleidet; Fenster geringfügig verändert | 09253078 |
|                                         | Wohnstallhaus                                                                                      | Großwelkaer Straße 29 (Karte)         | Um 1800                   | Typisches ostsächsisches Bauernhaus, weitgehend ursprünglich erhalten, baugeschichtlich von Bedeutung; Fenster in originaler Größe; Obergeschoss Fachwerk, verputzt; Biberschwanzdeckung | 09253079 |

## Tabellenlegende
- Bild: Bild des Kulturdenkmals, ggf. zusätzlich mit einem Link zu weiteren Fotos des Kulturdenkmals im Medienarchiv Wikimedia Commons. Wenn man auf das Kamerasymbol klickt, können Fotos zu Kulturdenkmalen aus dieser Liste hochgeladen werden:
- Bezeichnung: Denkmalgeschützte Objekte und ggf. Bauwerksname des Kulturdenkmals
- Lage: Straßenname und Hausnummer oder Flurstücknummer des Kulturdenkmals. Die Grundsortierung der Liste erfolgt nach dieser Adresse. Der Link (Karte) führt zu verschiedenen Kartendiensten mit der Position des Kulturdenkmals. Fehlt dieser Link, wurden die Koordinaten noch nicht eingetragen. Sind diese bekannt, können sie über ein Tool mit einer Kartenansicht einfach nachgetragen werden. In dieser Kartenansicht sind Kulturdenkmale ohne Koordinaten mit einem roten bzw. orangen Marker dargestellt und können durch Verschieben auf die richtige Position in der Karte mit Koordinaten versehen werden. Kulturdenkmale ohne Bild sind an einem blauen bzw. roten Marker erkennbar.
- Datierung: Baubeginn, Fertigstellung, Datum der Erstnennung oder grobe zeitliche Einordnung entsprechend des Eintrags in der sächsischen Denkmaldatenbank
- Beschreibung: Kurzcharakteristik des Kulturdenkmals entsprechend des Eintrags in der sächsischen Denkmaldatenbank, ggf. ergänzt durch die dort nur selten veröffentlichten Erfassungstexte oder zusätzliche Informationen
- ID: Vom Landesamt für Denkmalpflege Sachsen vergebene, das Kulturdenkmal eindeutig identifizierende Objekt-Nummer. Der Link führt zum PDF-Denkmaldokument des Landesamtes für Denkmalpflege Sachsen. Bei ehemaligen Kulturdenkmalen können die Objektnummern unbekannt sein und deshalb fehlen bzw. die Links von aus der Datenbank entfernten Objektnummern ins Leere führen. Ein ggf. vorhandenes Icon  führt zu den Angaben des Kulturdenkmals bei Wikidata.